# 地方整備局

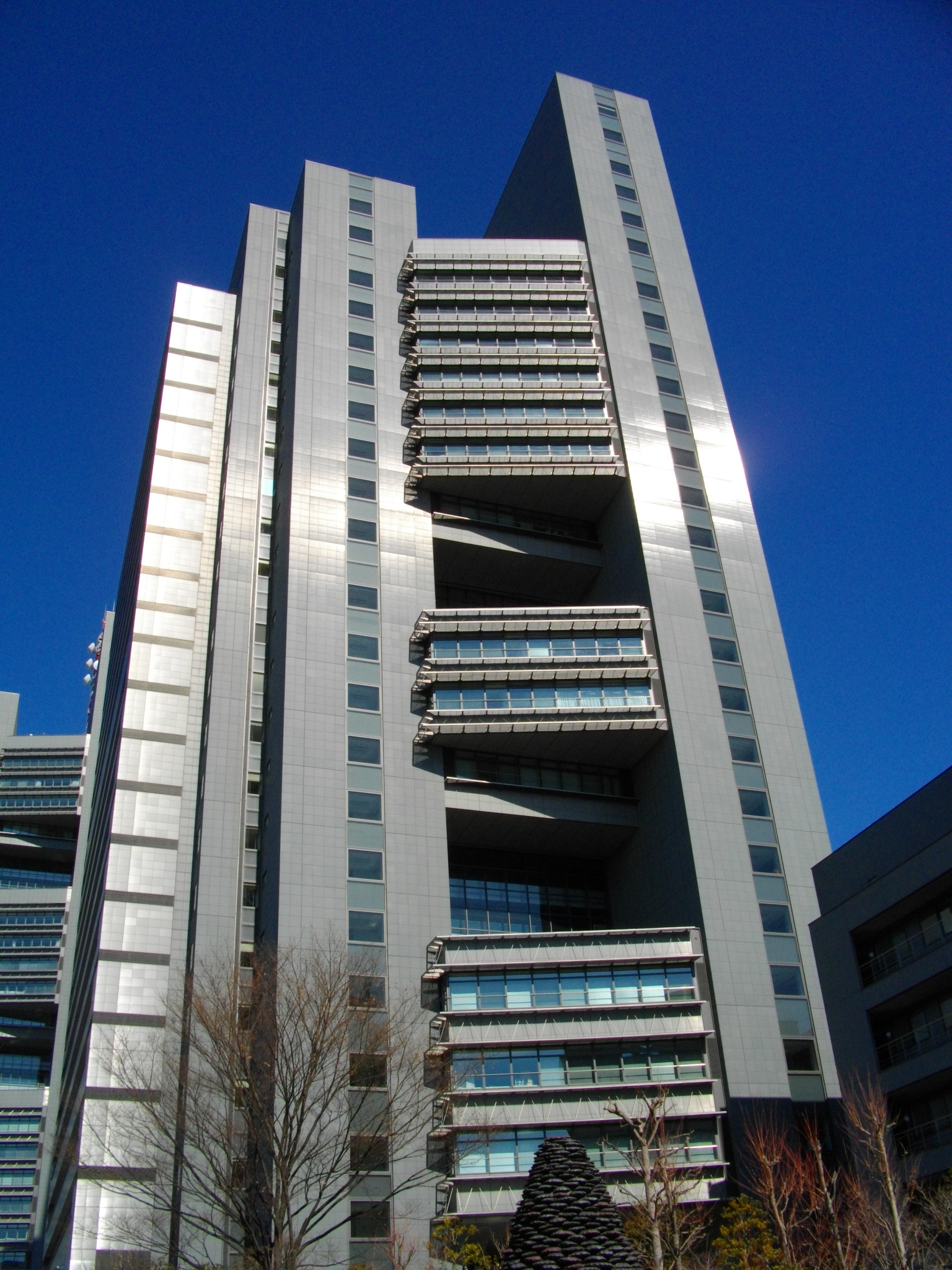
設有關東地方整備局的埼玉新都心合同廳舍2號館

地方整備局（日语：／ Chihō seibikyoku */?），是日本國土交通省的地方支分部局之一。負責興建以及維修直轄的道路、河流、水壩、侵蝕控制、港灣以及機場基本設施，同時也負責處理建築業與不動產業（宅地建物取引業）與認可相關的業務與指導監督業務，以及有關與建設相關資格的取得等行政機能。

## 概要
全日本一共設有東北、關東、北陸、中部、近畿、中國、四國、九州合共8個地方整備局管轄。然而，北海道的相關業務由國土交通省北海道開發局（同時管理農業土木），而沖繩縣相關業務則由內閣府沖繩綜合事務局開發建設部管理。
2001年（平成13年）1月，因應中央省廳再編，運輸省（第一 - 第五港灣建設局）與建設省（東北、關東等合計8個地方建設局）合併，名稱亦由港灣建設局、地方建設局更名為地方整備局。管轄範圍與舊地方建設局相比沒有明顯變化。港灣機場部管轄範圍的情況則有微妙分別，除北陸與四國外位於本局所在地外皆與所在地不同（平成18年，九州的港灣機場部本局由下關市搬遷至福岡市，不再是同一所在地）。由於負責管理各地方除地方自治體建築物以外的各官廳建築物的營運、修繕（維修、管理），與之相關、由國土交通省直轄的道路、河流、水壩、侵蝕控制、港灣、住宅、下水道等社會資本（都市計劃）相關的發注、技術管理、網絡的運用等，管轄地方的社會資本整備相關的行政，以及決定分配工程預算等等，因此權限非常大，每年局預算規模匹敵中規模都道府縣的每年預算額，是龐大的組織。
舊建設省地方建設局時代簡稱為「地建（ちけん）」、舊運輸省港灣建設局時代簡稱為「港建（こうけん）」。

## 地方整備局列表
| 地方整備局名   | 管轄範圍                                                                      | 本局所在地                                                   | 備註                                                                         |
| -------------- | ----------------------------------------------------------------------------- | ------------------------------------------------------------ | ---------------------------------------------------------------------------- |
| 東北地方整備局 | 青森縣、岩手縣、宮城縣、 秋田縣、山形縣、福島縣                               | 宮城縣仙台市青葉區本町三丁目3番1號 仙台合同廳舍B棟           | 荒川、阿賀野川水系除外 包括勿來繞道                                          |
| 關東地方整備局 | 茨城縣、栃木縣、群馬縣、埼玉縣、千葉縣、 東京都、神奈川縣、山梨縣、長野縣北部 | 埼玉縣埼玉市中央區新都心 埼玉新都心合同廳舍2號館             | 包括利根川、富士川水系 包括三國防災                                          |
| 北陸地方整備局 | 新潟縣、富山縣、石川縣 福井縣（港灣機場行政）、長野縣（一部分業務）           | 新潟縣新潟市中央區美咲町一丁目1番1號 新潟美咲合同廳舍1號館   | 包括荒川、阿賀野川、信濃川、 關川、姬川、神通川水系 包括八十里越、牛之谷道路 |
| 中部地方整備局 | 岐阜縣、靜岡縣、愛知縣、三重縣、長野縣南部                                    | 愛知縣名古屋市中區三之丸二丁目5番地1號 名古屋合同廳舍第2號館 | 神通川、富士川、淀川、新宮川水系除外 包括名阪道路                            |
| 近畿地方整備局 | 滋賀縣、京都府、大阪府、兵庫縣、 奈良縣、和歌山縣、福井縣（港灣機場行政除外） | 大阪府大阪市中央區大手前三丁目1番41號 大手前同廳舍           | 包括淀川、新宮川水系 包括冠山峠道路、新宮紀寶道路、奧瀞道路（III期）         |
| 中國地方整備局 | 鳥取縣、島根縣、岡山縣、廣島縣、山口縣                                        | 廣島縣廣島市中區上八丁堀6番30號 廣島合同廳舍第2號館          | 港灣機場行政除山口縣下關市外                                                 |
| 四國地方整備局 | 香川縣、德島縣、愛媛縣、高知縣                                                | 香川縣高松市Sunport3番33號 高松Sunport合同廳舍               |                                                                              |
| 九州地方整備局 | 福岡縣、佐賀縣、長崎縣、熊本縣、 大分縣、宮崎縣、鹿兒島縣                     | 福岡市博多區博多站東二丁目10番7號 福岡第二合同廳舍           | 港灣機場行政包括山口縣下關市                                                 |